# Kanton Cosne-Cours-sur-Loire-Sud
Kanton Cosne-Cours-sur-Loire-Sud (francouzsky Canton de Cosne-Cours-sur-Loire-Sud) je francouzský kanton v departementu Nièvre v regionu Burgundsko. Tvoří ho pět obcí.

## Obce kantonu
- Alligny-Cosne
- Cosne-Cours-sur-Loire (jižní část)
- Pougny
- Saint-Loup
- Saint-Père